# Littenseradiel
Littenseradiel hollandiai község Hollandiában, Frízföld tartományban. Lakosainak száma 10 746 fő (2017. január 1.).  Ez nevének fríz nyelvű és egyben a hivatalos változata. ( kiejtés))  A község neve holland nyelven Littenseradeel ( kiejtés) A község lakóinak száma 10 878, területe 132,60 km², ebből 1,76 km² vízfelület.
A község az 1984. január 1-jén életbe lépett holland közigazgatási átszervezés nyomán jött létre, Baarderadeel és Hennaarderadeel korábbi községek összevonásával. 1985. január 1. óta nevének fríz változata a hivatalos.
2013 júniusában a községi tanács úgy döntött, hogy a község felosztásra kerül a szomszédos Súdwest-Fryslân (15 falu kerül ide), Leeuwarden (10 falu) és az újonnan kialakítandó Noardwest-Fryslân (4 falu) között. Az átszervezésnek 2018-ra kell befejeződnie.
Az Algemeen Dagblad nevű neves országos holland napilap a 2007., 2010., 2011., 2012., 2013. és 2014. években Hollandia legbiztonságosabb községének nyilvánította Littenseradielt.

## Földrajza
Littenseradiel Menameradiel, Boarnsterhim, Leeuwarden, Súdwest-Fryslân és Franekeradeel községekkel határos.

### Közigazgatási beosztása
A község területén az alábbi 29 település, falu található. A község székhelye Wommels. A fríz és holland elnevezések közül 1993. január 1. óta csak a fríz nyelvű a hivatalos. A helységnévtáblák is csak fríz nyelven olvashatóak.

### Falvak
A lakosok száma a 2015. január 1-jei adatok szerint:
| Fríz név      | Holland név   | lakosok száma |
| ------------- | ------------- | ------------- |
| Wommels       | Wommels       | 2.220         |
| Mantgum       | Mantgum       | 1.172         |
| Winsum        | Winsum        | 1.053         |
| Easterein     | Oosterend     | 964           |
| Weidum        | Weidum        | 580           |
| Wjelsryp      | Welsrijp      | 467           |
| Easterlittens | Oosterlittens | 462           |
| Boazum        | Bozum         | 408           |
| Easterwierrum | Oosterwierum  | 334           |
| Jorwerdt      | Jorwerd       | 337           |
| Hilaard       | Hijlaard      | 310           |
| Spannum       | Spannum       | 288           |
| Wiuwert       | Wieuwerd      | 276           |
| Itens         | Itens         | 245           |
| Kûbaard       | Kubaard       | 252           |
| Baard         | Baard         | 186           |
| Reahûs        | Roodhuis      | 178           |
| Jellum        | Jellum        | 146           |
| Britswert     | Britswerd     | 123           |
| Rien          | Rien          | 116           |
| Hidaard       | Hidaard       | 132           |
| Bears         | Beers         | 131           |
| Baaium        | Baijum        | 121           |
| Húns          | Huins         | 110           |
| Waaksens      | Waaxens       | 88            |
| Lytsewierrum  | Lutkewierum   | 71            |
| Hinnaard      | Hennaard      | 47            |
| Iens          | Edens         | 35            |
| Leons         | Lions         | 26            |

Forrás: Littenseradiel község honlapja

## Látnivalók
A község területén lévő településeken összesen 135 olyan műemlék van, ami szerepel a holland műemlékek országos listáján.
- A Wikimédia Commons tartalmaz Holland országos műemlékek Littenseradiel területén témájú kategóriát.

## Fordítás
- Ez a szócikk részben vagy egészben a Littenseradeel című holland Wikipédia-szócikk ezen változatának fordításán alapul.  Az eredeti cikk szerkesztőit annak laptörténete sorolja fel. Ez a jelzés csupán a megfogalmazás eredetét és a szerzői jogokat jelzi, nem szolgál a cikkben szereplő információk forrásmegjelöléseként.